# 289085 Andreweil
289085 Andreweil este o planetă minoră (asteroid) din centura de asteroizi. A fost descoperită pe 6 octombrie 2004 la Saint-Sulpice de Observatoire de Saint-Sulpice⁠(d). 
Obiectul prezintă o orbită caracterizată de o semiaxă mare de 2,3045542026668 UAi, o excentricitate de 0,13, o înclinație de 6 ° în raport cu ecliptica.